# 杨井镇
杨井镇，是中华人民共和国陕西省榆林市定边县下辖的一个乡镇级行政单位。

## 行政区划
杨井镇下辖以下地区：
杨井村、贺要先村、五里涧村、沈口子村、阳湾村、秦湾村、高天梁村、山根底村、孙克要先村、武峁子村、棋杆山村、海底涧村、白庄村、南庄村、短涧子村、三路渠村、沙渠村和冯湾村。